# Sottern
För sjön Sottern i Uppland, se Sottern, Uppland.
Sottern är en sjö i Hallsbergs kommun och Örebro kommun i Närke och ingår i Nyköpingsåns huvudavrinningsområde. Sjön är som högst 16 meter djup, har en yta på 27,8 kvadratkilometer och befinner sig 71 meter över havet. Sjön avvattnas av vattendraget Nyköpingsån (Skräddartorpsån). Vid provfiske har en stor mängd fiskarter fångats, bland annat abborre, björkna, braxen och gärs. Sottern är störst bland sjöar som endast är belägna inom Närke.

## Delavrinningsområde
Sottern ingår i delavrinningsområde (654384-148334) som SMHI kallar för Utloppet av Sottern. Medelhöjden är 85 meter över havet och ytan är 140,88 kvadratkilometer. Räknas de 5 avrinningsområdena uppströms in blir den ackumulerade arean 325,75 kvadratkilometer. Avrinningsområdets utflöde Nyköpingsån (Skräddartorpsån) mynnar i havet. Avrinningsområdet består mestadels av skog (58 procent). Avrinningsområdet har 28,35 kvadratkilometer vattenytor vilket ger det en sjöprocent på 20,1 procent. Bebyggelsen i området täcker en yta av 1,25 kvadratkilometer eller 1 procent av avrinningsområdet.

## Geografi
Sjön delas av kommunerna Hallsberg och Örebro. De tre orter som finns vid sjön eller dess närhet är Svennevad i Hallsbergs kommun samt Brevens bruk och Kilsmo i Örebro kommun. Såväl Pålsboda och sörmländska Högsjö befinner sig cirka fem kilometer från sjön. Trepunkten där Södermanland, Östergötland och Örebro län möts finns även den ett fåtal kilometer från sjöns sydöstra strand.

## Fisk
Vid provfiske har följande fisk fångats i sjön:
- Abborre
- Björkna
- Braxen
- Gärs
- Gädda
- Gös
- Karpfisk obestämd
- Lake
- Löja
- Mört